# Сеце
Сеце (итал. Sezze) је насеље у Италији у округу Латина, региону Лацио.
Према процени из 2011. у насељу је живело 16071 становника. Насеље се налази на надморској висини од 234 м.

## Становништво
Према резултатима пописа становништва 2011. у општини је живело 24.114 становника.
| 1931.  | 1936.  | 1951.  | 1961.  | 1971.  | 1981.  | 1991.  | 2001.  | 2011.  |
| ------ | ------ | ------ | ------ | ------ | ------ | ------ | ------ | ------ |
| 14.683 | 16.432 | 18.393 | 17.846 | 17.846 | 19.896 | 21.457 | 21.935 | 24.114 |

## Партнерски градови
- Lioni
- Мишљен